# ابن كشكاريا
 أبو يحيى بن كشكاريا  طبيب وعالم عربي مسلم شهير من أبناء القرن الرابع الهجري وعمل في حلب وبغداد
، درس على سنان بن ثابت بن قرة وكان من أجل تلامذته، ذكره ابن أبي أصيبعة في كتابه «عيون الأنباء في طبقات الأطبّاء»  إذ قال أنه: «كان طبيبًا عالمًا مشهورًا بالفضل والإتقان لصناعة الطب، وجودة المزاولة لأعمالها، وكان في خدمة سيف الدولة بن حمدان. ولمّا بنى عضد الدّولة البيمارستان المنسوب إليه في بغداد استخدمهُ فيه وزاد حاله. وكان أبو الحسين بن كشكاريا كثير الكلام، يُحبّ أن يُخجِلَ الأطبّاء بالمساءلة والتّهجم، وكان له أخ راهب، وله حقنةٌ تنفع من قيام الأغراس والمواد الحادة، ويُعرف بصاحب الحقنة. وكان قد اشتغل بصناعة الطبّ على سنان بن ثابت بن قرّة وكان من أجلّ تلامذته.» وذكر شهرته في صناعة الطب كان في خدمة سيف الدولة الحمداني في حلب، ولما بنى عضد الدولة البيمارستان المنسوب إليه في بغداد استخدمه فيه وزاد حاله.
ولأبي الحسين بن كشكاريا كتاب اسمه الحاوي.